# Mirage Studios
Mirage Studios és una editorial independent de còmics nord-americana, constituïda el 30 de setembre de 1983 per Kevin Eastman i Peter Laird a Dover, New Hampshire, i en l'actualitat domiciliada a Northampton, Massachusetts, coneguda per publicar la sèrie de còmics de Les Tortugues Ninja.

## Història
Mirage Studios va emprendre el seu camí el 1983, a Dover, New Hampshire, menys d'un any abans de la publicació del número 1 de la sèrie de còmics Les Tortugues Ninja, el maig de 1984. Mirage va mudar les seves instal·lacions a Sharon, Connecticut, i va romandre allí durant dos anys, després dels quals es van instal·lar.
Amb l'èxit de Les Tortugues Ninja, Eastman i Laird van contractar un grup d'artistes perquè ajudessin amb la càrrega de treball creixent. La primera addició a l'alineació creativa de l'editorial va ser l'amic d'institut d'Eastman Steve Lavigne, que va ser contractat el 1984 com a retolista.
El 1985, Eastman i Laird van contractar l'artista de Cleveland Ryan Brown per ajudar-los com a entintador de la sèrie. Brown seria el primer d'una llarga sèrie d'artistes, diferents d'Eastman i Laird, que treballarien en aquesta sèrie. A l'any següent, es van unir dos nous membres: el dibuixant Jim Lawson, de Connecticut, i el nadiu de Nova Jersey Michael Dooney, que realitzaria diverses portades. Amb l'addició d'aquests quatre artistes base, juntament amb Peter i Kevin, la línia de publicacions de Mirage es va ampliar durant els anys següents per incloure nombrosos spin-offs de la sèrie, així com una sèrie germana, anomenada Tales of the Teenage Mutant Ninja Turtles. El 1989, Kevin Eastman va convidar a l'il·lustrador freelance A.C. Farley perquè realitzés portades per als volums recopilatoris. Peter Laird també va encarregar a Farley el dibuix del número 29 d'aquesta sèrie. Farley va passar finalment a formar part de l'equip creatiu de l'editorial, i va realitzar treball artístic per a la sèrie fins a la seva sortida de l'editorial per reprendre la seva carrera com a freelance el 2004.
El 1991, l'empresa va obtenir un mandat interlocutori contra Counter-Feat Clothing per l'ús de dissenys i dibuixos similars.
Els artistes de Mirage operaven des d'una fàbrica reformada, situada a Florence, Massachusetts. Aquí es realitzava el gruix del procés creatiu, com els dissenys de les joguines comercialitzades per Playmates Toys i la sèrie de còmics ¡¡Teenage Mutant Ninja Turtles Adventures¡¡, publicada per Archie Comics, fins que Tundra Publishing va comprar l'edifici.

## Personal
Aquí teniu la llista d'escriptors i artistes que van formar part de Mirage Studios. Llista per ordre alfabètic:
- Dan Berger
- Jake Black
- Ryan Brown
- Michael Dooney
- Kevin Eastman
- A.C. Farley
- Tristan Huw Jones
- Mary Kelleher
- Peter Laird
- Steve Lavigne
- Jim Lawson
- Ross May
- Stephen Murphy
- Stan Sakai
- Eric Talbot

## Títols
Mirage va produir molts títols, encara que la majoria no es va quedar en publicació més que uns quants números. Els còmics publicats inclouen:
- Bade Biker & Orson per Jim Lawson
- Barabbas per Dan Vado i Gino Atanasio
- Bioneers per A.C. Farley
- Commandosaurs per Peter Laird
- Dino Island per Jim Lawson
- Fugitoid per Kevin Eastman i Peter Laird
- Gizmo per Michael Dooney
- Gobbledygook per diversos artistes
- Grunts per diversos artistes
- Gutwallow per Dan Berger
- Hallowieners: Invasion of the Halloween Hot Dogs per Ryan Brown
- Hero Sandwich
- Melting Pot per Kevin Eastman i Eric Talbot
- Mirage Mini-Comics
- Paleo per Jim Lawson
- Planet Racers per Peter Laird i Jim Lawson
- Plastron Cafe per diversos artistes
- Prime Slime Tails
- Justice Force
- The Puma Blues per Stephen Murphy i Michael Zulli
- Rockola per Ryan Brown
- Stupid Heroes per Peter Laird
- Teenage Mutant Ninja Turtles i per Kevin Eastman i Peter Laird
- Usagi Yojimbo (volum 2) per Stan Sakai
- Xenotech per Michael Dooney